# Regina Haeusl
Regina Haeusl nació el 17 de diciembre de 1973 en Bad Reichenhall (Alemania), es una esquiadora retirada que ganó 1 Copa del Mundo en Descenso y 1 victoria en la Copa del Mundo de Esquí Alpino (con un total de 13 podiums).

## Resultados

### Juegos Olímpicos de Invierno
- 1988 en Calgary, Canadá
  - Super Gigante: 4.ª
  - Eslalon Gigante: 30.ª
- 1992 en Albertville, Francia
  - Descenso: 10.ª

### Campeonatos Mundiales
- 1993 en Morioka, Japón
  - Super Gigante: 10.ª
  - Descenso: 32.ª
- 1996 en Sierra Nevada, España
  - Super Gigante: 13.ª
  - Descenso: 24.ª
- 1997 en Sestriere, Italia
  - Descenso: 11.ª
- 1999 en Vail, Estados Unidos
  - Descenso: 5.ª
  - Super Gigante: 13.ª
- 2003 en St. Moritz, Suiza
  - Descenso: 16.ª
  - Super Gigante: 29.ª

### Copa del Mundo

#### Clasificación general Copa del Mundo
- 1991-1992: 20.ª
- 1992-1993: 10.ª
- 1993-1994: 45.ª
- 1994-1995: 56.ª
- 1995-1996: 53.ª
- 1996-1997: 26.ª
- 1997-1998: 21.ª
- 1998-1999: 13.ª
- 1999-2000: 13.ª
- 2001-2002: 66.ª
- 2002-2003: 55.ª
- 2003-2004: 72.ª
- 2004-2005: 115.ª

#### Clasificación por disciplinas (Top-10)
- 1991-1992:
  - Combinada: 5.ª
- 1992-1993:
  - Descenso: 2.ª
  - Super Gigante: 8.ª
- 1997-1998:
  - Super Gigante: 6.ª
- 1998-1999:
  - Descenso: 6.ª
  - Super Gigante: 10.ª
- 1999-2000:
  - Descenso: 1.ª

#### Victorias en la Copa del Mundo (1)

##### Descenso (1)
| Fecha              | Lugar             |
| ------------------ | ----------------- |
| 9 de enero de 1993 | Cortina d'Ampezzo |